# Schmitten
Schmitten (psáno také jako Schmitten GR pro odlišení od jiných stejnojmenných sídel; rétorománsky Ferrera) je obec ve švýcarském kantonu Graubünden, okresu Albula. Nachází se v údolí řeky Landwasser, asi 22 kilometrů jihovýchodně od kantonálního hlavního města Churu a 17 kilometrů jihozápadně od Davosu. Žije zde 234 obyvatel.

## Geografie
Schmitten je obec na pravé straně údolí řeky Landwasser. Leží v nadmořské výšce okolo 1300 metrů na kantonální silnici mezi Lenzerheide a Davosem.
Sousedními obcemi jsou Albula/Alvra, Arosa, Bergün Filisur a Davos.

## Historie

Schmitten (1954)

Schmitten je poprvé zmiňován roku 1447 jako Schmiten. V oblasti, která byla původně řídce osídlena Římany, se ve 14. a 15. století usadili Walserové z Davosu. Šlechtici z Vazu drželi pozemky až do roku 1338. V letech 1470–1490 byl postaven kostel Allerheiligen, od roku 1718 je Schmitten samostatnou farností. Protestantská farnost existovala pouze do roku 1608. Ve Schmittenu má historickou tradici chov dobytka a zemědělství. Až do 19. století se zde těžilo a tavilo železo, olovo a měď. V roce 1862 zničil vesnici požár. Silnice Landwasserstrasse byla postavena v letech 1870–1873 a od 80. let 20. století zde bylo postaveno mnoho rekreačních nemovitostí.

### Slučování obcí
V rámci slučování obcí v Graubündenu se objevily snahy o sloučení všech obcí v údolí Albula do jedné obce Albula. Dne 23. března 2013 však většina obyvatel Schmittenu toto zásadní rozhodnutí odmítla. Mezi lety 2015–2020 se vedly diskuze o tom, zda by se Schmitten neměl sloučit s obcí Davos. Touto cestou se již dříve vydala tehdejší samostatná obec Wiesen, která se nachází východně od Schmittenu; od 1. ledna 2009 je tak součástí Davosu.

## Obyvatelstvo

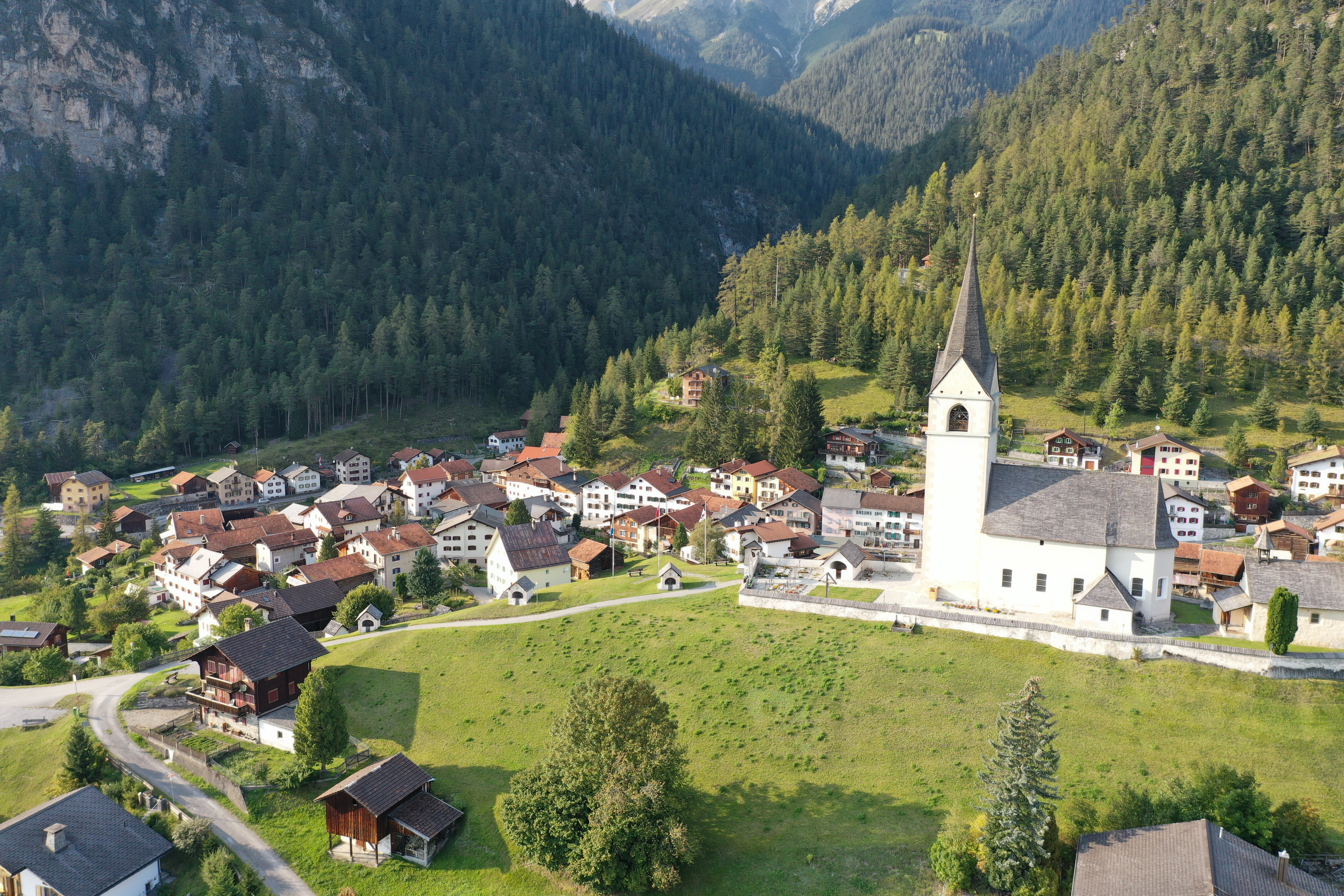
Centrum obce

| Rok            | 1623 | 1850 | 1900 | 1950 | 1980 | 1990 | 2000 | 2010 | 2020 |
| Počet obyvatel | 170  | 205  | 249  | 329  | 208  | 252  | 243  | 256  | 222  |

### Jazyky
Ve 14. a 15. století se v obci usadili Walserové z Davosu. Navzdory sousedním rétorománským komunitám byl podíl obyvatel hovořících rétorománsky vždy méně než 10 %. Vývoj v posledních desetiletích ukazuje následující tabulka:
| Jazyky ve Schmittenu |                   |                   |                   |                   |                   |                   |
| Jazyk                | Sčítání lidu 1980 | Sčítání lidu 1980 | Sčítání lidu 1990 | Sčítání lidu 1990 | Sčítání lidu 2000 | Sčítání lidu 2000 |
| Jazyk                | Počet             | Podíl             | Počet             | Podíl             | Počet             | Podíl             |
| Němčina              | 195               | 93,75 %           | 243               | 96,43 %           | 229               | 94,24 %           |
| Rétorománština       | 11                | 5,29 %            | 3                 | 1,19 %            | 3                 | 1,23 %            |
| Italština            | 2                 | 0,96 %            | 0                 | 0,00 %            | 2                 | 0,82 %            |
| Počet obyvatel       | 208               | 100 %             | 252               | 100 %             | 243               | 100 %             |

### Národnostní složení
Z 266 obyvatel na konci roku 2005 bylo 247 (92,86 %) švýcarských státních příslušníků.

## Doprava
V letech 1870–1873 byla podél řeky Landwasser vybudována silnice Landwasserstrasse, vedoucí z Brienzu přes Alvaneu a Schmitten, po strmých svazích a modřínovými lesy, které se střídají s hluboce zaříznutými údolími (zde nazývanými Tobel), do Wiesenu a končí v Davosu.

## Zajímavosti

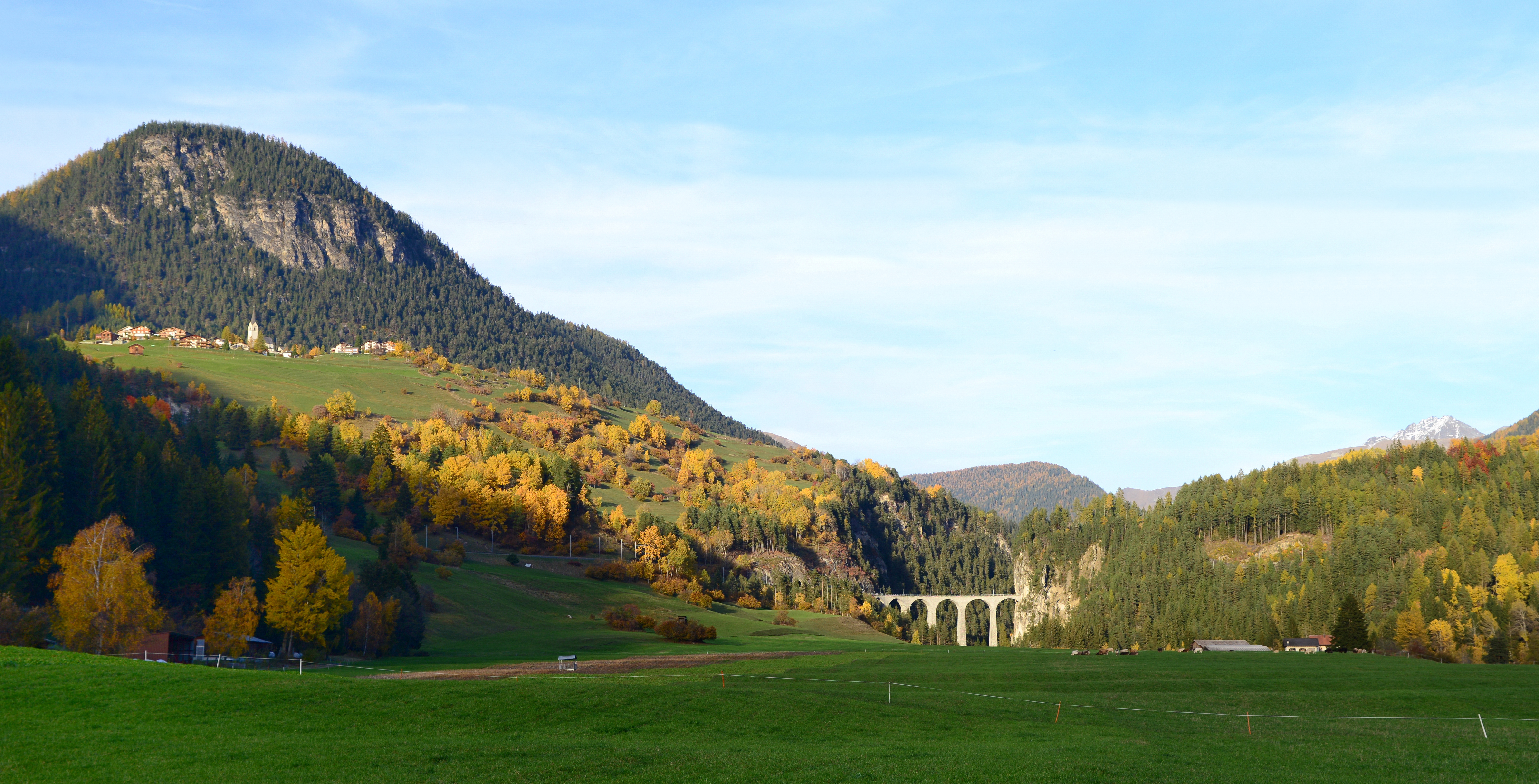
Schmitten (nahoře) s Landwasserviaduktem

Na území obce se nachází známý viadukt Landwasser na Albulské dráze, postavený mezi 1901–1902.